# Ryhovs sjukhus
Ej att förväxla med nuvarande Länssjukhuset Ryhov

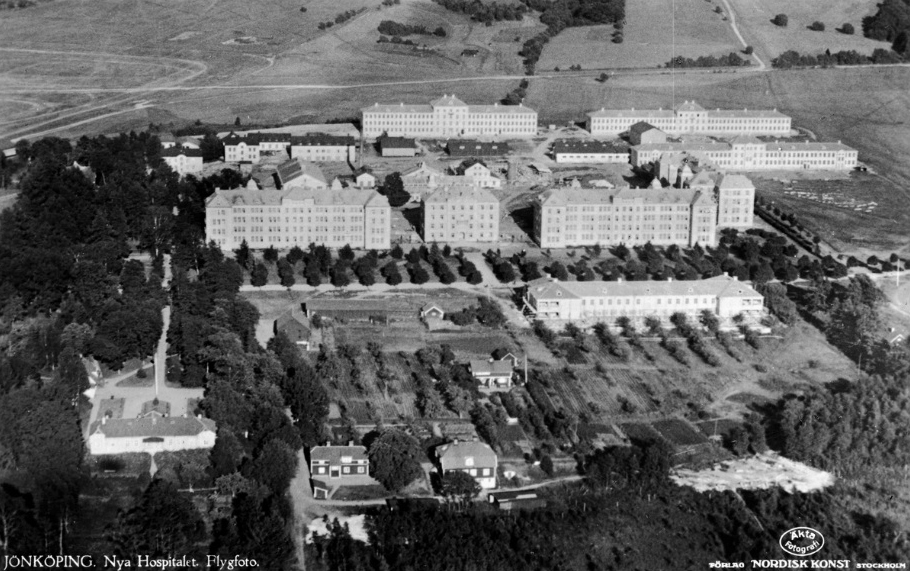
Sjukhusorådet på 1930-talet

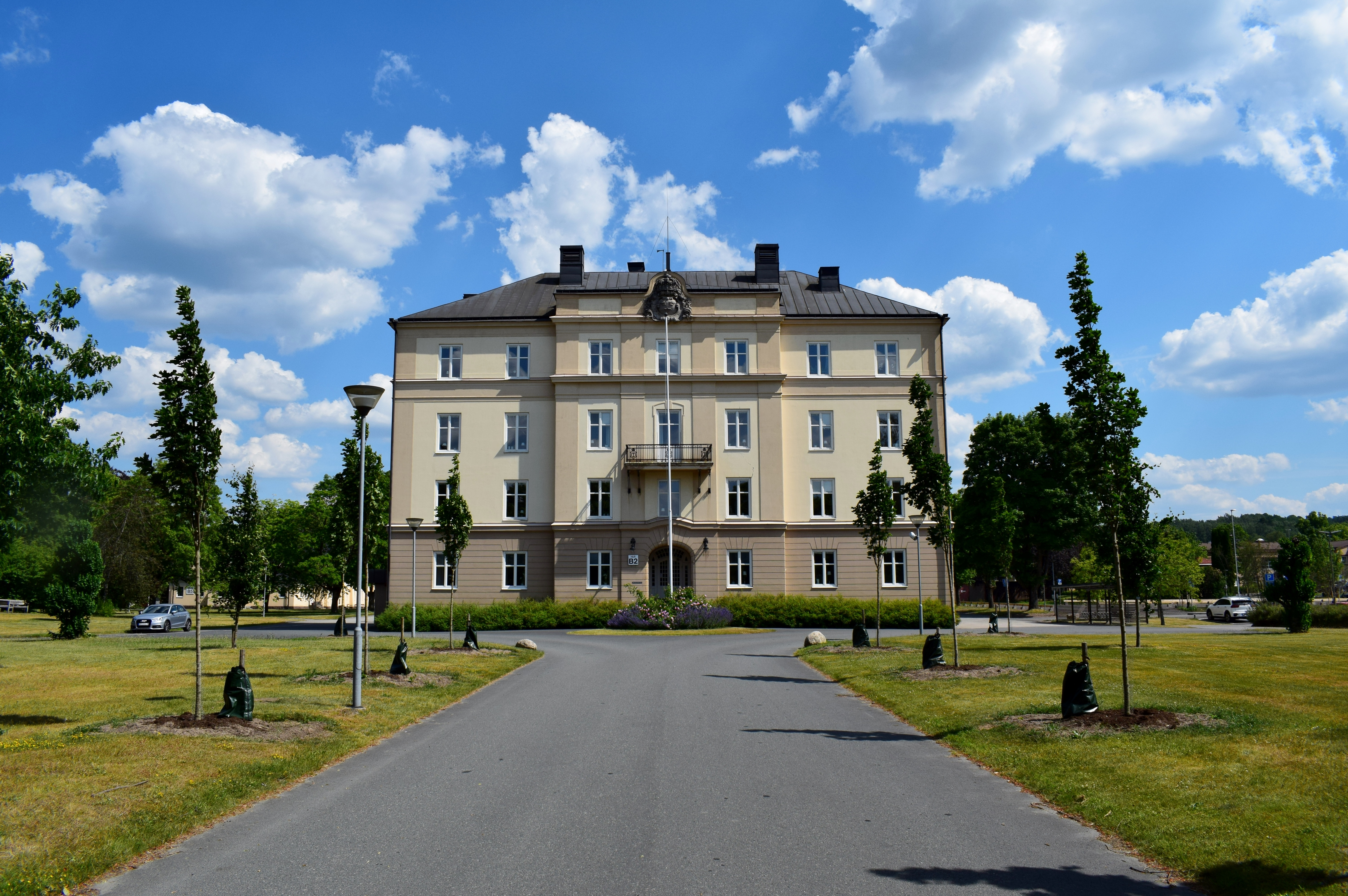
Byggnad B2, tidigare I12:s kanslibyggnad från 1914

Ryhovs sjukhus var ett mentalsjukhus i Jönköping som togs i bruk 1934. Det inrymdes i de tidigare kasernerna till infanteriregementet I12  och nyuppförda byggnader. Sjukhuset var bland landets största inom den tidens psykvård med plats för uppemot 1 700 patienter och en personalstyrka på över 400 personer. Patienterna kom både från Jönköpings län och det angränsande Skaraborgs län, som de närliggande samhällena Habo och Mullsjö då tillhörde. 
Efter det att I12 flyttat till Eksjö 1927, användes området för  och gant
Indutstri- och hantverksutställningen j Jönköping juni-augusti  1928 och därefter för att härbärgera 851 flyktingar från Gammalsvenskby i Ukraina 1929-1930, De tidigare kasernområdet byggdes på 1930-talet om till sjukhus och paviljonger tillkom, av vilka den södra paviljongen bevarats och kom att bli en del av Länssjukhuset Ryhov som invigdes 1988.
Överläkarbostaden, som närmast tidigare varit regementschefens bostad, är bevarad. Den uppfördes ursprungligen på 1600-talet och har varit mangårdsbyggnad på Ryhovs kungsgård. Landshövdingarna i Jönköpings län har haft bostad där, framför allt sommarbostad, mellan 1680 och 1888,
Ryhov var den östra ändhållplatsen för den gröna linjen på Jönköpings spårvägar från slutet på 1920-talet till nedläggandet av linjen 1951.